# 美国空军雷鸟飞行表演队

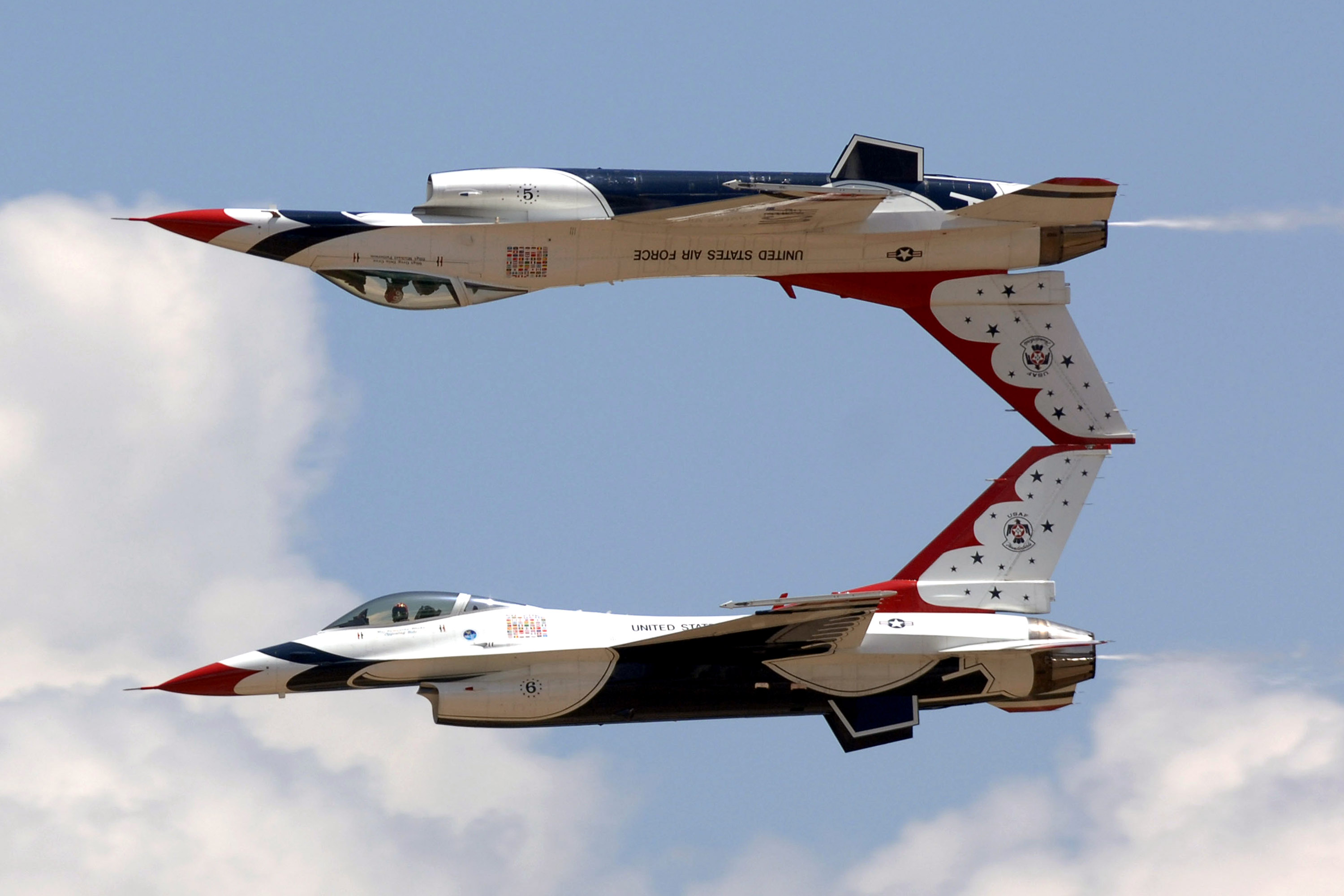
2007年5月30日美国空军学院在科罗拉多州举行毕业典礼后，美国空军雷鸟飞行表演队的空中表演

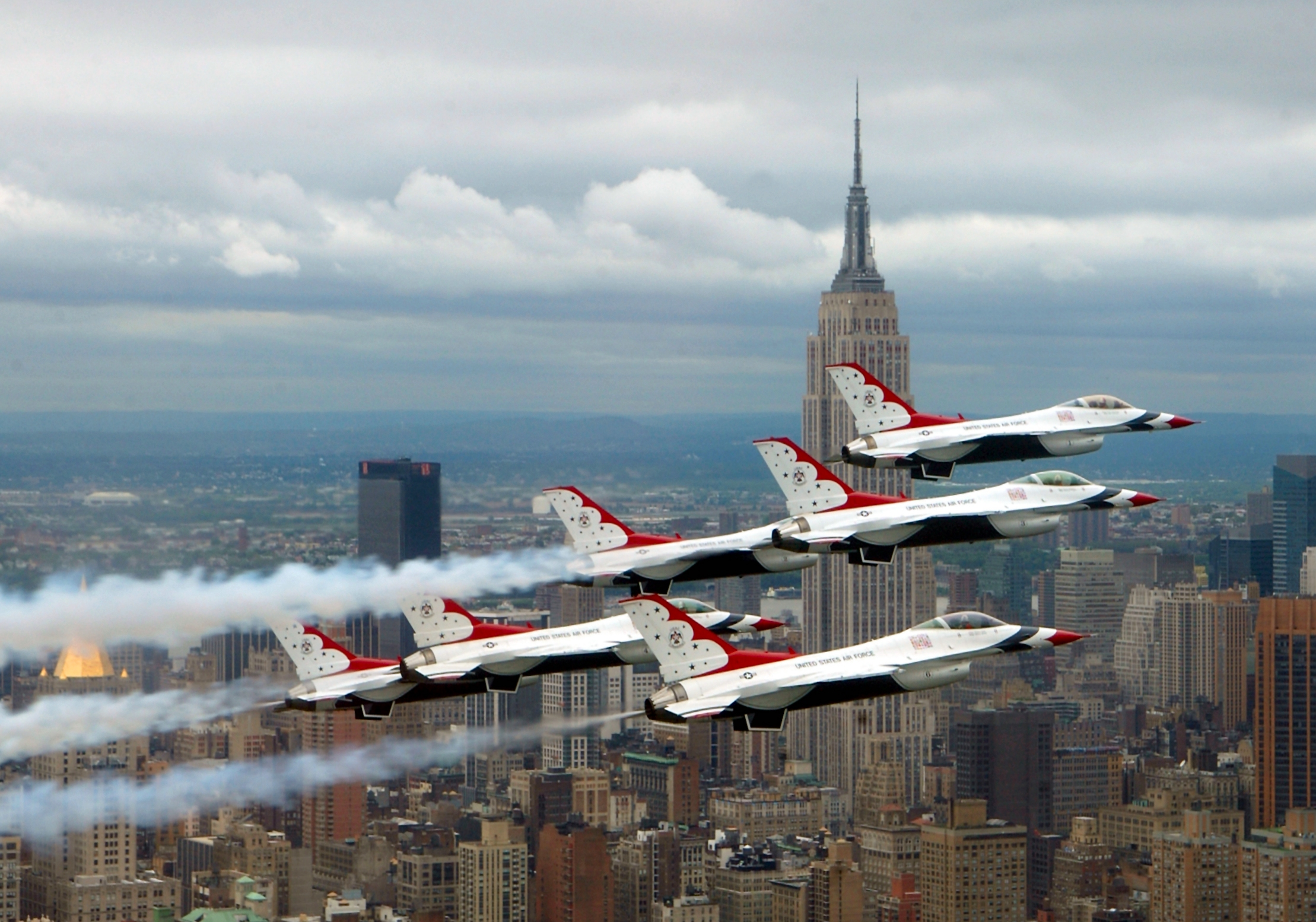
雷鳥飛行表演隊的F-16戰鬥機飛越紐約市曼哈頓上空

美国空军雷鸟飞行表演队（英語：US Air Force Air Demonstration Squadron "Thunderbirds"）是美国空军的空中表演中队，成立于1953年5月25日，其基地位于内华达州北拉斯维加斯的内利斯空军基地。雷鸟中队在美国和世界各地驾驶标记美国空军标记的喷气式飞机，表演特技飞行编队和单机飞行表演。 除了空中表演的责任，雷鸟中队是美国空军作战部队的一部分，如果戰時需要，可以快速集成一個戰鬥機中隊。

## 規模
雷鸟中队由12名军官和超过120名学员组成。军官服务期限为2年，学员则为3-4年。每年替换人员必须经过训练，其人数大约为中队的一半，这种新老交替的方式保证了队伍的经验。

## 表演展示機種
現時使用F-16戰隼戰鬥機，6架F-16C，2架F-16D。該中隊先前使用過各型美國空軍的戰鬥機，包括F-84、F-86軍刀戰鬥機、F-100超級軍刀戰鬥機、F-105雷公戰鬥機、F-4幽靈II戰鬥機、T-38鷹爪教練機。